# Eugen Felix Schwalbe

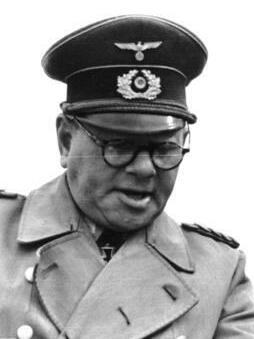
Schwalbe in april 1944

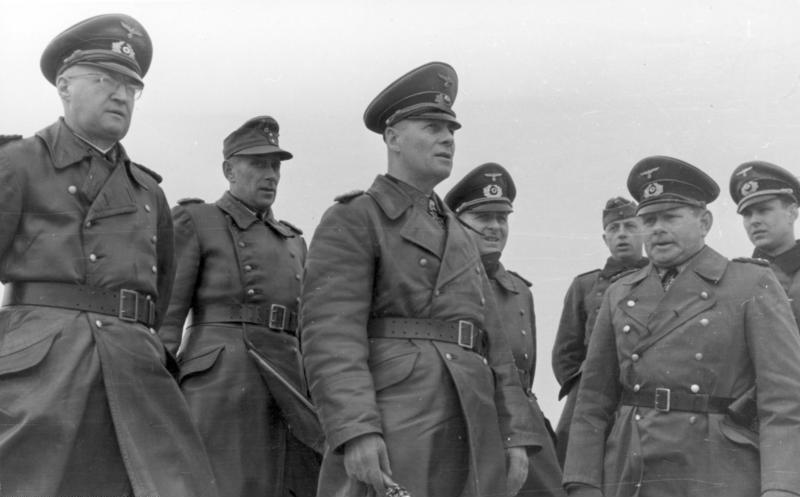
Felix Schwalbe (tweede van rechts) met Erwin Rommel in Frankrijk (1944)

Eugen Felix Schwalbe (Kleinprießligk (regio Leipzig), 25 maart 1892 – Bielefeld, 12 juni 1974) was een Duitse generaal der infanterie in de Tweede Wereldoorlog.

## Biografie
Felix Schwalbe studeerde aan de Christian Albrechts Universiteit in Kiel. Hij vocht als officier in de Eerste Wereldoorlog . Na de oorlog werkte hij ook in een Vrijkorps. Van daaruit verhuisde hij naar de Reichswehr en diende in verschillende eenheden. Hij leidde de 344e Infanteriedivisie en de 719e Infanteriedivisie. Later in de oorlog diende Schwalbe als bevelvoerend generaal van het 67e Legerkorps en het 88e Legerkorps.
Schwalbe werd geboren in Thüringen en trad in 1912 in dienst van het leger. Hij werd echter pas in 1916 een lid van het reguliere leger. Op dit punt lanceerde generaal Schwalbe een gedetailleerd verslag van zijn gevarieerde activiteiten in de vorige oorlog. In 1919 meldde Schwalbe zich vrijwillig aan om tegen de Russen te vechten en uiteindelijk trad hij toe tot het 100.000 man sterke leger. In 1926 werd hij gepromoveerd tot kapitein, een rang die hij 6½ jaar bekleedde, en in 1932 werd hij overgeplaatst naar Küstrin, waar hij bleef tot 1935. In april 1935 werd hij Oberstleutnant en kreeg hij het bevel over een bataljon in de 11e Divisie, die gestationeerd was in Oost-Pruisen. In 1939 verhuisde hij naar Breslau, waar hij bij de 28e Divisie kwam, met welke formatie hij voor ongeveer vier weken naar Tsjechoslowakije ging.
Tijdens frontgevechten in de Noorderkempen kwam hij op 30 september als commandant van de 719e Infanteriedivisie in het 67e Legerkorps van het 15e Leger.
Na de Duitse overgave maakte Schwalbe indruk op zijn geallieerde ondervragers als een oprecht en rechtlijnig man wiens taak het was om te dienen als soldaat, en hij voerde die taak uit naar zijn beste vermogen. Zeldzaam onder Duitse officieren was hij intens religieus, en het was duidelijk dat veel van de dingen die hij moest doen tijdens zijn militaire carrière in strijd waren met zijn toegewijde lutheraanse principes. Hij had een kenmerkend breed, rood gezicht, gedomineerd door grote, borstelige wenkbrauwen en een volle, genereuze mond. Hij had een klein, gedrongen lichaam, niet groter dan 1,72 meter, en ondanks zijn 53 jaren zag hij er jonger uit. Zijn stem kwam uit in gezwollen, donderende tonen die meer geschikt waren voor de preekstoel dan voor het paradeveld, en het volume ervan werd ongetwijfeld versterkt door een ernstige doofheid aan één oor, een verwonding die hij had opgelopen tijdens een gevecht in Rusland. Zijn gewoonte om te spreken terwijl hij de palm van zijn rechterhand stevig op zijn linkerborst hield, versterkte de indruk dat men sprak met een fervent geestelijke, in plaats van met een voormalige generaal van de verslagen Wehrmacht.

## Militaire Commandoposities van Felix Schwalbe tijdens de Tweede Wereldoorlog
| Voorganger                                    | Positie                                  | Periode                               | Opgevolgd door                       |
| --------------------------------------------- | ---------------------------------------- | ------------------------------------- | ------------------------------------ |
| Geen                                          | Commandant van de 344e Infanteriedivisie | 27 september 1942 – 30 september 1944 | Generalmajor Erich Walther           |
| Generalleutnant Karl Sievers                  | Commandant van de 719e Infanteriedivisie | 30 september 1944 – 22 december 1944  | Generalmajor Heinrich Gäde           |
| General der Infanterie Carl Püchler           | Commandant van het LXVIIe Armeekorps     | 1 december 1944 – 17 december 1944    | General der Infanterie Otto Hitzfeld |
| General der Infanterie Hans-Wolfgang Reinhard | Commandant van het LXXXVIIIe Armeekorps  | 22 december 1944 – 8 mei 1945         | Geen                                 |

## Onderscheidingen
- IJzeren Kruis (1914) 2e en 1e klas
- Gewondeninsigne (1918) in zwart
- IJzeren Kruis 2e en 1e klas
- Duits kruis in zilver op 30 oktober 1943
- Duits kruis in goud op 7 december 1944
- Ridderkruis van het IJzeren Kruis op 13 juli 1940